# Laelia subrufa
Laelia subrufa är en fjärilsart som beskrevs av Pieter Cornelius Tobias Snellen 1872. Laelia subrufa ingår i släktet Laelia och familjen tofsspinnare. Inga underarter finns listade i Catalogue of Life.